# Антракоп
Антрако́п (до 1955 року — хутір Антракоп) — село в Україні, у Довжанській міській громаді Довжанського району Луганської області. Населення становить 49 осіб.
Знаходиться на тимчасово окупованій території України.

## Географія
Географічні координати: 48°1' пн. ш. 39°32' сх. д. Часовий пояс — UTC+2. Загальна площа села — 7 км².
Село розташоване у східній частині Донбасу за 26 км від Довжанська. Найближча залізнична станція — Довжанська, за 14 км.

## Історія
Утворене 1955 року з однойменного хутора, який було засновано у 1909 році. Виник хутір у зв'язку з будівництвом шахти
«Антрацитівські копальники», від найменування шахти і утворено назву села.
12 червня 2020 року, відповідно до Розпорядження Кабінету Міністрів України № 717-р «Про визначення адміністративних центрів та затвердження територій територіальних громад Луганської області», увійшло до складу Довжанської міської громади.
17 липня 2020 року, в результаті адміністративно-територіальної реформи та ліквідації  колишніх Довжанського (1938—2020) та Сорокинського районів, увійшло до складу новоутвореного Довжанського району.

## Населення

### Мова
Розподіл населення за рідною мовою за даними перепису 2001 року:
| Мова       | Кількість | Відсоток |
| ---------- | --------- | -------- |
| російська  | 38        | 77.55%   |
| українська | 11        | 22.45%   |
| Усього     | 49        | 100%     |

За даними перепису 2001 року населення села становило 49 осіб, з них 22,45% зазначили рідною мову українську, а 77,55% — російську.

## Охорона природи
На західній околиці села знаходиться ландшафтний заказник «Нагольний кряж».